# Bakht Singh
Bakht Singh Chabra (också känd som Brother Bakht Singh) (punjabi: بخت سنگھ; hindi: बख़्त सिंह), född 6 juni 1903, död 17 september 2000, var en kristen evangelist och helgelseförkunnare i Indien och andra delar av Sydasien. Han anses ofta som en av de mest välkända bibellärarna och predikanterna och pionjärerna inom den indiska kyrkans historia och inom kontextualiseringen av evangeliet. Han stod i helgelserörelsens tradition.